# 弗里蒙特 (明尼蘇達州)
弗里蒙特（英語：Fremont）是位於美國明尼蘇達州威諾納縣弗里蒙特鎮區的一個非建制地區。

## 歷史
弗里蒙特的郵局於1876年設立，其後於1910年停運。此地得名自探險家約翰·弗里蒙特（John Charles Frémont）。

## 地理
弗里蒙特所處的海拔為高於海平面362米（即1188英呎），而該地所採用的時區為UTC-6，即北美中部時區（CST）。同時該地設有夏令時間，為UTC-6調快一小時，即UTC-5（CDT）。